# Romeins theater van Autun
Het Romeinse theater van Autun is een antiek theater in de Franse stad Autun.
Het theater werd in de 1e eeuw n.Chr. gebouwd. Het gebouw stond tegen een heuvel aan gebouwd en werd zo op natuurlijk wijze ondersteund. Het theater had een doorsnede van 148 meter en bood plaats aan ongeveer 15.000 toeschouwers. Het was daarmee een van de grootste theaters in het westen van het Romeinse Rijk.
Na de val van het Romeinse Rijk raakte het theater buiten gebruik en werd gedurende de middeleeuwen als steengroeve gebruikt. De fundamenten bleven bewaard en zijn aan het begin van de 20e eeuw gedeeltelijk gerestaureerd, ook is een aantal banken hersteld. Van het podium is niets bewaard gebleven.
In de oudheid stond ten noorden van het theater ook een amfitheater, maar dit gebouw is geheel verdwenen.